# Arthur Blake
Arthur Charles Blake (Boston, 26 gennaio 1872 – Boston, 23 ottobre 1944) è stato un mezzofondista e maratoneta statunitense.

## Biografia
Partecipò alle gare di atletica leggera delle prime Olimpiadi moderne che si svolsero ad Atene nel 1896, gareggiando nei 1500 metri piani, classificandosi secondo, in 4'34"0, e nella maratona, nella quale si ritirò.

## Palmarès
| Anno | Manifestazione  | Sede  | Evento      | Risultato | Prestazione | Note |
| ---- | --------------- | ----- | ----------- | --------- | ----------- | ---- |
| 1896 | Giochi olimpici | Atene | 1 500 metri | Argento   | 4'34"0      |      |
| 1896 | Giochi olimpici | Atene | Maratona    | dnf       | dnf         |      |